# Суґімото Міка
Суґімото Міка  (яп. 杉本 美香, 27 серпня 1984) — японська дзюдоїстка, олімпійська медалістка.

## Виступи на Олімпіадах
| Олімпіада   | Дисципліна      | Місце |
| ----------- | --------------- | ----- |
| Лондон 2012 | важка категорія | 2     |